# Микнишкес
Микнишкес (лит. Mikniškės, также Михно́во пол. Michnowo) — деревня в Шальчининкайском районе Литвы. Расположена в 40 км к югу от Вильнюса.

## История
Существовавшее на месте нынешней деревни имение Меречь-Михновское в 1840-х было выкуплено статским советником Иосифом Ивановичем Корецким у отставного генерал-майора Людвига Ивановича Пинабеля. Соседнее имение Меречь-Юльяново принадлежало в 1850-х помещику Виленского уезда надворному советнику Кохановскому, неподалеку также располагались деревни Бояры, Гемза, Шостаки.
После кончины Иосифа Корецкого имение Меречь-Михновское перешло его сыну — Николаю Осиповичу Корецкому (18.11.1841 — 15.06.1912). После его кончины, вдова Анастасия Дементьевна построила на могиле мужа православный храм в честь иконы Божией Матери «Всех скорбящих Радость», имевший статус домового. Рядом нашли упокоение и две их рано умершие дочери — Елена (1885—1907) и Татьяна (1888—1905).
27 февраля 1921 года священник Понтий Рупышев, выехавший из России в 1920 году, начал регулярные богослужения в домовом храме Корецких. Земли михновского владения были разделены на четыре части (факт раздела имения был зафиксирован 21 января 1921 года). Один из участков имения под названием Кроша достался старшей из сестер Корецких — Марии Николаевне с мужем Вячеславом Платоновичем Шафаловичем. Другой — Гай — стал принадлежать Варваре Николаевне. Владелицей угодий, примыкающих непосредственно к помещичьей усадьбе Михново, стала младшая из сестер — Анастасия Николаевна. Вдова, Анастасия Дементьевна, оставила за собой небольшую часть имения с главной усадьбой, садом и церковью.
К 1926 году появились доносы, что в Михново действует тайный монастырь. Произведённое следствие выяснило, что монастыря нет, есть христианская сельскохозяйственная община. Жизнь в Михновской общине отличалась достаточно строгим распорядком. Служба в церкви была ежедневной, с обязательными для большинства членов общины исповедью и причастием. В 1939 году в Михново скончался священник Понтий Рупышев. В 1941 году сестры Корецкие были высланы в Казахстан.
Колхоз «Михново» был единственным в СССР передовым колхозом без партийной организации. Летом 1959 года Михново посетила комиссия из Москвы, после чего в 1960 году имущество колхоза под предлогом укрупнения передали в совхоз «Табаришкес» и запретили прописку новых людей в общине.
В 1991 году, с независимостью Литвы, в Михнове вновь разрешили прописку и деревня начала постепенно оживать.